# Partido Laborista Progresista (Bermudas)
El Partido Laborista Progresista (inglés: Progressive Labour Party) es un partido político de Bermudas.

## Resultados electorales
| Año  | Votos  | %     | Escaños | +/-         | Posición | Gobierno         |
| ---- | ------ | ----- | ------- | ----------- | -------- | ---------------- |
| 1963 | 5.827  | 18,62 | 6/36    |             | 2º       | Oposición        |
| 1968 |        |       | 10/40   | 4           | 2º       | Oposición        |
| 1972 | 13.018 | 38,20 | 10/40   | Sin cambios | 2º       | Oposición        |
| 1976 | 15.246 | 44,40 | 11/36   | 1           | 2º       | Oposición        |
| 1980 | 22.452 | 46,02 | 18/40   | 7           | 2º       | Oposición        |
| 1983 | 20.765 | 43,40 | 14/40   | 4           | 2º       | Oposición        |
| 1985 | 10.930 | 30,54 | 7/40    | 7           | 2º       | Oposición        |
| 1989 | 15.548 | 36,71 | 15/40   | 8           | 2º       | Oposición        |
| 1993 | 23.168 | 45,84 | 18/40   | 3           | 2º       | Oposición        |
| 1998 | 30.422 | 54,57 | 26/40   | 8           | 1º       | Mayoría absoluta |
| 2003 | 15.222 | 51,64 | 22/36   | 4           | 1º       | Mayoría absoluta |
| 2007 | 16.800 | 52,45 | 22/36   | Sin cambios | 1º       | Mayoría absoluta |
| 2012 | 14.218 | 46,08 | 17/36   | 5           | 2º       | Oposición        |
| 2017 | 20.059 | 58,88 | 24/36   | 7           | 1º       | Mayoría absoluta |
| 2020 | 15.995 | 62,09 | 30/36   | 6           | 1º       | Mayoría absoluta |